# N.E.C. in het seizoen 2007/08
Dit is een pagina met diverse statistieken van voetbalclub N.E.C. uit het seizoen 2007/2008.

## Seizoenssamenvatting
Het seizoen 2007/08 was voor NEC een seizoen van uitersten. Voor de winterstop draaide het elftal erg slecht en in januari stond NEC op een 17de plaats op de ranglijst. Ook werd NEC door FC Zwolle uitgeschakeld in het toernooi om de KNVB beker. Hierna viel ineens alles op z'n plaats en werd de weg omhoog ingezet die resulteerde in een achtste plaats in de eindrangschikking en deelname om de play-offs voor UEFA Cupvoetbal. In de play-offs schakelde NEC achtereenvolgens Roda JC, FC Groningen en NAC Breda uit waardoor een UEFA Cupplaats behaald werd. Dit werd gevierd met een huldiging in het Goffertpark.

## Wedstrijden

### Voorbereiding en overige oefenwedstrijden
| Datum            | Tijdstip | Thuis             | Uitslag | Uit            | Doelpuntenmakers NEC                            | Bijzonderheden                                 | Locatie                        |
| ---------------- | -------- | ----------------- | ------- | -------------- | ----------------------------------------------- | ---------------------------------------------- | ------------------------------ |
| 7 juni 2007      | 17:00    | NEC Amateurs      | 0 - 5   | NEC            | Pothuizen, Lens, Van Beukering, Snoyl, Scholten |                                                | De Eendracht, Nijmegen         |
| 11 juni 2007     | 19:00    | VVV-Venlo         | 1 - 1   | NEC            | Van Beukering                                   |                                                | Goffertstadion, Nijmegen       |
| 14 juni 2007     | 15:00    | Voorwaarts Twello | 0 - 4   | NEC            | Olsson, Van Beukering, Fachtali, Snoyl          |                                                | Twello                         |
| 17 juli 2007     | 19:00    | FC Dordrecht      | 3 - 2   | NEC            | Wisgerhof, Snoyl                                | Peterson op proef                              | Waardenburg                    |
| 21 juli 2007     | 16:00    | NEC               | 1 - 2   | Sporting Braga | Lens                                            |                                                | Groesbeek                      |
| 24 juli 2007     | 19:30    | Hollandia         | 0 - 4   | NEC            | Fachtali (2*), Van Beukering, Prent             |                                                | Hoorn                          |
| 26 juli 2007     | 17:30    | De Graafschap     | 0 - 0   | NEC            |                                                 | Redan en Van den Boogaart op proef             | Maritiem Toernooi, Den Helder  |
| 28 juli 2007     | 17:30    | NEC               | 0 - 1   | Roda JC        |                                                 | Redan en Van den Boogaart op proef             | Maritiem Toernooi, Den Helder  |
| 31 juli 2007     | 19:00    | TOP Oss           | 2 - 2   | NEC            | Worm, Holman                                    |                                                | Herpen                         |
| 3 augustus 2007  | 19:30    | NEC               | 0 - 0   | FC Omniworld   |                                                 |                                                | Wijchen                        |
| 7 augustus 2007  | 19:30    | NEC               | 0 - 1   | Getafe CF      |                                                 |                                                | McDOS Goffertstadion, Nijmegen |
| 10 augustus 2007 | 19:00    | JVC Cuijk         | 0 - 4   | NEC            | Lens, Hrepka (2*), Posposil                     | Posposil en Chlup op proef                     | Cuijk                          |
| 22 januari 2008  | 19:30    | NEC               | 5 - 0   | AWC            |                                                 | combinatieteam NEC, Jong NEC en 5 proefspelers | De Eendracht, Nijmegen         |

### Eredivisie
| Datum             | Tijdstip | Thuis            | Uitslag | Uit              | Doelpuntenmakers NEC                                      | Bijzonderheden           | Locatie                            |
| ----------------- | -------- | ---------------- | ------- | ---------------- | --------------------------------------------------------- | ------------------------ | ---------------------------------- |
| 18 augustus 2007  | 20.00    | NEC              | 1 - 1   | Roda JC          | Van Beukering                                             |                          | McDOS Goffertstadion, Nijmegen     |
| 25 augustus 2007  | 19.30    | PSV              | 5 - 0   | NEC              |                                                           |                          | Philips Stadion, Eindhoven         |
| 2 september 2007  | 12.30    | SBV Vitesse      | 1 - 0   | NEC              |                                                           |                          | GelreDome, Arnhem                  |
| 16 september 2007 | 14.30    | NEC              | 0 - 1   | NAC Breda        |                                                           |                          | McDOS Goffertstadion, Nijmegen     |
| 23 september 2007 | 14.30    | FC Twente        | 3 - 0   | NEC              |                                                           |                          | Arke Stadion, Enschede             |
| 30 september 2007 | 14.30    | NEC              | 1 - 0   | Willem II        | Worm                                                      |                          | McDOS Goffertstadion, Nijmegen     |
| 6 oktober 2007    | 20.00    | SBV Excelsior    | 2 - 0   | NEC              |                                                           |                          | Woudestein, Rotterdam              |
| 20 oktober 2007   | 19.30    | Ajax             | 0 - 0   | NEC              |                                                           |                          | Amsterdam ArenA, Amsterdam         |
| 28 oktober 2007   | 14.30    | NEC              | 5 - 1   | FC Groningen     | El-Akchaoui, Davids, Van Beukering, Olsson, Van Beukering |                          | McDOS Goffertstadion, Nijmegen     |
| 3 november 2007   | 20.00    | AZ               | 4 - 0   | NEC              |                                                           |                          | DSB Stadion, Alkmaar               |
| 9 november 2007   | 20.30    | NEC              | 3 - 0   | Heracles Almelo  | Van Beukering, Lens, Nalbantoglu                          |                          | McDOS Goffertstadion, Nijmegen     |
| 25 november 2007  | 14.30    | FC Utrecht       | 3 - 2   | NEC              | Olsson, Davids                                            |                          | Galgenwaard, Utrecht               |
| 2 december 2007   | 14.30    | NEC              | 0 - 1   | sc Heerenveen    |                                                           |                          | McDOS Goffertstadion, Nijmegen     |
| 9 december 2007   | 14.30    | Sparta Rotterdam | 1 - 0   | NEC              |                                                           |                          | Het Kasteel, Rotterdam             |
| 15 december 2007  | 20.00    | De Graafschap    | 1 - 1   | NEC              | El-Akchaoui                                               |                          | De Vijverberg, Doetinchem          |
| 23 december 2007  | 12.30    | NEC              | 0 - 2   | Feyenoord        |                                                           |                          | McDOS Goffertstadion, Nijmegen     |
| 26 december 2007  | 12.30    | NEC              | 2 - 2   | VVV-Venlo        | Janssen (2*)                                              |                          | McDOS Goffertstadion, Nijmegen     |
| 30 december 2007  | 14.30    | Willem II        | 3 - 0   | NEC              |                                                           | Rood Davids en Olsson    | Willem II Stadion, Tilburg         |
| 11 januari 2008   | 20.30    | NEC              | 2 - 2   | FC Twente        | El-Akchaoui, Van Beukering                                | competitiedebuut Verweij | McDOS Goffertstadion, Nijmegen     |
| 20 januari 2008   | 12.30    | NEC              | 1 - 1   | Ajax             | Lens                                                      |                          | McDOS Goffertstadion, Nijmegen     |
| 23 januari 2008   | 20.00    | FC Groningen     | 5 - 1   | NEC              | Van Beukering                                             | 2* geel Wisgerhof        | Euroborg, Groningen                |
| 27 januari 2008   | 12.30    | NEC              | 2 - 0   | FC Utrecht       | Van Beukering, Holman                                     |                          | McDOS Goffertstadion, Nijmegen     |
| 2 februari 2008   | 20.00    | Heracles Almelo  | 0 - 2   | NEC              | Lens (2*)                                                 |                          | Polman Stadion, Almelo             |
| 10 februari 2008  | 14.30    | NEC              | 5 - 2   | AZ               | Bobson, Holman, Van Beukering, Wisgerhof, Drost           |                          | McDOS Goffertstadion, Nijmegen     |
| 16 februari 2008  | 20.00    | NEC              | 0 - 1   | SBV Excelsior    |                                                           |                          | McDOS Goffertstadion, Nijmegen     |
| 23 februari 2008  | 14.30    | sc Heerenveen    | 2 - 3   | NEC              | Lens, Holman, El-Akchaoui                                 |                          | Abe Lenstra Stadion, Heerenveen    |
| 2 maart 2008      | 14.30    | Feyenoord        | 1 - 3   | NEC              | Holman, Olsson, Lens                                      |                          | De Kuip, Rotterdam                 |
| 8 maart 2008      | 20.00    | NEC              | 3 - 1   | De Graafschap    | Holman, Vadócz, Holman                                    |                          | McDOS Goffertstadion, Nijmegen     |
| 16 maart 2008     | 14.30    | NEC              | 4 - 2   | Sparta Rotterdam | Bobson, Pothuizen (2*), El-Akchaoui                       |                          | McDOS Goffertstadion, Nijmegen     |
| 23 maart 2008     | 12.30    | VVV-Venlo        | 1 - 2   | NEC              | Van Beukering, Sibum                                      |                          | De Koel, Venlo                     |
| 29 maart 2008     | 20.00    | NEC              | 0 - 0   | PSV              |                                                           |                          | McDOS Goffertstadion, Nijmegen     |
| 4 april 2008      | 20.30    | Roda JC          | 0 - 2   | NEC              | Van Beukering, Lens                                       |                          | Parkstad Limburg Stadion, Kerkrade |
| 13 april 2008     | 14.30    | NEC              | 1 - 0   | Vitesse          | Vadócz                                                    |                          | McDOS Goffertstadion, Nijmegen     |
| 20 april 2008     | 14.30    | NAC Breda        | 1 - 3   | NEC              | Lens, Van Beukering, Lens                                 |                          | Rat Verlegh Stadion, Breda         |

### Playoffs UEFA Cup voetbal
| Datum       | Tijdstip | Thuis        | Uitslag | Uit          | Doelpuntenmakers NEC                        | Bijzonderheden                 | Locatie                             | Ronde    |
| ----------- | -------- | ------------ | ------- | ------------ | ------------------------------------------- | ------------------------------ | ----------------------------------- | -------- |
| 1 mei 2008  | 19:30    | Roda JC      | 0 - 1   | NEC          | Holman                                      |                                | Parkstad Limburg Stadion, cKerkrade | 1e ronde |
| 4 mei 2008  | 14:30    | NEC          | 2 - 0   | Roda JC      | Van Beukering, Kivuvu                       |                                | McDOS Goffertstadion, Nijmegen      |          |
| 8 mei 2008  | 20:00    | NEC          | 1 - 0   | FC Groningen | Lens                                        | debuut Tshibamba               | McDOS Goffertstadion, Nijmegen      | 2e ronde |
| 11 mei 2008 | 19:00    | FC Groningen | 1 - 3   | NEC          | Holman, Vadócz, Davids                      |                                | Euroborg, Groningen                 |          |
| 15 mei 2008 | 20:00    | NEC          | 6 - 0   | NAC Breda    | Olsson (2*), Holman, Lens (2*), El-Akchaoui |                                | McDOS Goffertstadion, Nijmegen      | 3e ronde |
| 18 mei 2008 | 14:30    | NAC Breda    | 0 - 1   | NEC          | Lens                                        | NEC plaatst zich voor UEFA Cup | Rat Verlegh Stadion, Breda          |          |

### KNVB beker
| Datum             | Tijdstip | Thuis       | Uitslag | Uit       | Doelpuntenmakers NEC                    | Bijzonderheden                                      | Locatie                        | Ronde    |
| ----------------- | -------- | ----------- | ------- | --------- | --------------------------------------- | --------------------------------------------------- | ------------------------------ | -------- |
| 27 september 2007 | 20:45    | FC Twente   | 1 - 2   | NEC       | Janssen, Wisgerhof                      | Na verlenging, na 90 minuten 1-1                    | Arke Stadion, Enschede         | 1e ronde |
| 31 oktober 2007   | 20:00    | De Treffers | 1 - 5   | NEC       | Lens, Van Beukering, Lens (2*), Janssen | Aleh Poetsila (oud NEC) doelpuntenmaker De Treffers | Sportpark Zuid, Groesbeek      | 2e ronde |
| 15 januari 2008   | 20:00    | NEC         | 0 - 2   | FC Zwolle |                                         |                                                     | McDOS Goffertstadion, Nijmegen | 3e ronde |

## Selectie 2007/08

### Keepers
| #  | Naam        | Geboortedatum   | Nationaliteit | Wedstrijden | Gele kaarten | 2 keer geel | Rode kaarten |
| 1  | Gábor Babos | 24 oktober 1974 | Hongarije     | 34          | 2            | 0           | 0            |
| 25 | Rein Baart  | 13 april 1972   | Nederland     | 1           | 0            | 0           | 0            |

### Verdedigers
| #  | Naam                | Geboortedatum    | Nationaliteit     | Wedstrijden | Goals | Gele kaarten | 2 keer geel | Rode kaarten |
| 3  | Peter Wisgerhof     | 19 november 1979 | Nederland         | 32          | 1     | 4            | 1           | 0            |
| 6  | Patrick Pothuizen   | 15 mei 1972      | Nederland         | 13          | 2     | 1            | 0           | 0            |
| 14 | Muslu Nalbantoğlu   | 24 november 1983 | Nederland Turkije | 32          | 1     | 6            | 0           | 0            |
| 18 | Daniel Fernández    | 20 juni 1983     | Spanje            | 4           | 0     | 0            | 0           | 0            |
| 2  | Jonas Olsson        | 10 maart 1983    | Zweden            | 27          | 3     | 6            | 0           | 1            |
| 29 | Bob Verweij         | 13 augustus 1986 | Nederland         | 1           | 0     | 0            | 0           | 0            |
| 24 | Naïm Aarab          | 7 februari 1988  | België            | 6           | 0     | 1            | 0           | 0            |
| 5  | Youssef El-Akchaoui | 18 februari 1981 | Nederland         | 34          | 5     | 3            | 0           | 0            |
| 21 | Jeroen Drost        | 21 januari 1987  | Nederland         | 5           | 1     | 0            | 0           | 0            |

### Middenvelders
| #  | Naam                  | Geboortedatum     | Nationaliteit | Wedstrijden | Goals | Gele kaarten | 2 keer geel | Rode kaarten |
| 13 | Mark Otten            | 2 september 1985  | Nederland     | 0           | 0     | 0            | 0           | 0            |
| 4  | Dominique Kivuvu      | 16 september 1987 | Nederland     | 22          | 0     | 2            | 0           | 0            |
| 27 | Dominique Scholten    | 6 april 1988      | Nederland     | 0           | 0     | 0            | 0           | 0            |
| 8  | Lorenzo Davids        | 4 september 1986  | Nederland     | 29          | 2     | 2            | 0           | 1            |
| 22 | Bart van Brakel       | 5 april 1987      | Nederland     | 4           | 0     | 0            | 0           | 0            |
| 23 | Krisztián Vadócz      | 3 mei 1985        | Hongarije     | 27          | 2     | 0            | 0           | 0            |
| 15 | Mark van den Boogaart | 3 september 1985  | Nederland     | 0           | 0     | 0            | 0           | 0            |
| 16 | Bas Sibum             | 26 december 1982  | Nederland     | 14          | 1     | 0            | 0           | 0            |
|    | Ferne Snoyl           | 8 maart 1985      | Nederland     | 4           | 0     |              |             |              |

### Aanvallers
| #  | Naam               | Geboortedatum     | Nationaliteit | Wedstrijden | Goals | Gele kaarten | 2 keer geel | Rode kaarten |
| 9  | Jhon van Beukering | 29 augustus 1983  | Nederland     | 28          | 11    | 3            | 0           | 0            |
| 10 | Brett Holman       | 27 maart 1984     | Australië     | 27          | 6     | 2            | 0           | 0            |
| 7  | Rutger Worm        | 1 februari 1986   | Nederland     | 24          | 1     | 3            | 0           | 0            |
| 26 | Saidi Ntibazonkiza | 1 mei 1987        | Burundi       | 6           | 0     | 0            | 0           | 0            |
| 17 | Jeremain Lens      | 24 november 1987  | Nederland     | 31          | 9     | 3            | 0           | 0            |
| 20 | Karim Fachtali     | 30 maart 1988     | Nederland     | 3           | 0     | 0            | 0           | 0            |
| 19 | Tim Janssen        | 6 maart 1986      | Nederland     | 15          | 2     | 0            | 0           | 0            |
| 11 | Kevin Bobson       | 13 november 1980  | Nederland     | 14          | 2     | 1            | 0           | 0            |
| 32 | Joël Tshibamba     | 22 september 1988 | Nederland     | 0           | 0     | 0            | 0           | 0            |

## Transfers

### Aangetrokken
- Rein Baart, VVV-Venlo
- Tim Janssen, RKC Waalwijk
- Kevin Bobson, Willem II (gehuurd in winterstop)
- Jeremain Lens, AZ (gehuurd)
- Jhon van Beukering, De Graafschap
- Bas Sibum, Roda JC (in winterstop)
- Ádám Hrepka, MTK Boedapest (gehuurd)
- Krisztián Vadócz, AJ Auxerre
- Mark van den Boogaart, Sevilla FC
- Mark Otten, Feyenoord (was al gehuurd in 2006/07)
- Dominique Scholten, eigen jeugd
- Bart van Brakel, eigen jeugd
- Alexander Prent, TOP Oss (was verhuurd)
- Theo Dams, Go Ahead Eagles (was verhuurd)
- Jeroen Drost, sc Heerenveen (gehuurd in winterstop)
- Daniel Fernández, Metalurg Donetsk (gehuurd in winterstop)

### Vertrokken
- Romano Denneboom, FC Twente
- Raymon van Emmerik, AFC amateurs
- Edgar Barreto, Reggina
- Roy Beerens, sc Heerenveen (was gehuurd van PSV)
- Ferne Snoyl, RKC Waalwijk (in winterstop)
- Guillano Grot, Helmond Sport
- Paul Jans, VVV-Venlo (was gehuurd)
- Andrzej Niedzielan, Wisła Kraków
- Günther Vanaudenaerde, Westerlo
- Ádám Hrepka, MTK Boedapest, (in winterstop, was gehuurd)
- Alexander Prent, Halmstads BK (in winterstop)

## Topscorers

### KNVB beker
- 1. Lens (3)
- 2. Janssen (2)
- 3. Van Beukering, Wisgerhof (1)

### Eredivisie
- 1. Van Beukering (11)
- 2. Lens (9)
- 3. Holman (6)
- 4. El-Akchaoui (5)
- 5. Olsson (3)

### McDOS Man of the Match
Bij iedere thuiswedstrijd kon er via sms gestemd worden voor de man of the match. Na 17 thuiswedstrijden werd Youssef El-Akchaoui de winnaar van het seizoen 2007/08.
1. Youssef El-Akchaoui 62 punten (winnaar)
2. Krisztian Vadocz 46
3. Jeremain Lens 40
4. Bas Sibum 34
5. Peter Wisgerhof 32
6. Jhonny van Beukering 30
7. Lorenzo Davids 28
8. Gábor Babos 24
9. Patrick Pothuizen 20
10. Jonas Olssen 20
11. Muslu Nalbantoglu 22
12. Saidi Ntibazonkiza 16
13. Tim Janssen 10
14. Rutger Worm 10
15. Ferne Snoyl 8
16. Brett Holman 6

Ajax ·
AZ ·
Excelsior ·
Feyenoord ·
De Graafschap ·
FC Groningen ·
sc Heerenveen ·
Heracles Almelo ·
NAC Breda ·
N.E.C. ·
PSV ·
Roda JC ·
Sparta Rotterdam ·
FC Twente ·
FC Utrecht ·
VVV-Venlo ·
Vitesse ·
Willem II